# 황지상
황지상(2004년 11월 11일 ~)은 대한민국의 래퍼다.

## 학력
- 대구장동초등학교
- 대구죽곡초등학교 졸업
- 다사중학교
- 인천예송중학교 졸업
- 인천대중예술고등학교

## 방송
- 쇼미더머니 10 (2021) - Top14(13위)
- 랩컵 (2024) - Top100

## 음반
- 쇼미더머니 10 Episode 1 (2021)
- 쇼미더머니 10 Episode 3 (2021)
- 쇼미더머니 10 Instrumental (2021)
- 황 지 상 (2022)

## 공연
- ON THE K X 쇼미더머니10 Festival (2022)